# Співкривина
В математиці, в диференціальній геометрії, співкривина зв'язки на многовиді — це перешкода цілісності вертикальної в'язки.

## Означення
Якщо М - многовид, а P з'єднання на М, тобто є векторзначною 1-формою на М, яке є проєкцією на ТМ такою, що РabPbc = Pac, тоді співкривина {\displaystyle {\bar {R}}_{P}} це векторзначна 2-форма на М визначена
{\displaystyle {\bar {R}}_{P}(X,Y)=(\operatorname {Id} -P)[PX,PY]}
де X та Y векторні поля на М.